# Spilarctia moorei
Spilarctia moorei là một loài bướm đêm thuộc phân họ Arctiinae, họ Erebidae.